# Humberto Luis Rivas Ribeiro
Humberto Luis Rivas Ribeiro (Buenos Aires, 1937 - Barcelona, 7 de novembre de 2009), conegut com a Humberto Rivas, fou un fotògraf argentí, tot i que va desenvolupar la major part de la seva activitat fotogràfica a l'Estat espanyol. El 1997 va rebre el Premi Nacional de Fotografia del Ministeri de Cultura espanyol.
| «                | Es tracta de la meva fotografia...Si en l'enfrontament no guanya el fotògraf, la imatge no funciona | » |
| — Humberto Rivas | |   |

## Biografia

### Els seus anys a l'Argentina
Va néixer a Buenos Aires l'any 1937 en el si d'una família obrera. Tot i que estava molt interessat en la pintura i el cinema va començar a treballar als 14 anys en un taller tèxtil. El 1951 aconsegueix començar els seus estudis de pintura i dibuix, encara que poc temps després va començar a fer fotos amb una càmera Nikon. Amb 22 anys va fer estudis d'arts a l'Escola de Belles Arts de Buenos Aires i el 1959 va realitzar la seva primera exposició fotogràfica a la Galeria Galatea. El 1960 és nomenat fotògraf de l'Instituto Di Tella de Artes on va estar compatibilitzant aquesta tasca amb el treball pictòric.
A l'institut Torcuato di Tella hi havia un gran ambient creatiu però el 1968 es produeix un acte de censura sobre una obra de Robert Plate, anomenada Banys. A partir d'aquest moment es va produir la decadència de l'institut i el seu tancament el 1970.
Coincidint amb aquesta circumstància Humberto Rivas va decidir convertir-se exclusivament en fotògraf abandonant el seu treball de dibuix i pintura i destruint totes les seves obres.
Després del tancament de l'institut va entrar a treballar al Centre municipal de recerca, art i tecnologia. Va estudiar cinema i va obrir un estudi de fotografia publicitària a Buenos Aires.

### La seva arribada a Barcelona
El 1976 després d'un viatge per Europa arriba a Barcelona per instal·lar un estudi de fotografia publicitària, on es troba amb l'ambient de la transició i els moviments fotogràfics experimentals amb la revista Nueva Lente com a estendard del canvi.
Els plantejaments fotogràfics d'Humberto Rivas se situaven més propers a l'objectivitat, tenint com a referents a Richard Avedon, Alfred Stieglitz, August Sander i Henri Cartier-Bresson. No obstant això, a Barcelona la qualitat dels retrats objectivistes de Rivas és molt ben valorada per fotògrafs amb altres línies de treball com Joan Fontcuberta.
Des de 1976 fins a 2009 es va dedicar a tasques docents en diferents centres i universitats a l'Argentina, Espanya i Portugal.
Morí el 7 de novembre de 2009 a Barcelona, a l'edat de 72 anys. Dos dies després, el 9 de novembre, havia de rebre la Medalla d'Or al Mèrit Artístic de l'Ajuntament de Barcelona. El guardó fou igualment concedit a títol pòstum i lliurat a la seva família.
El 2015 es va incorporar obra seva a l'exposició temporal Del segon origen. Arts a Catalunya 1950-1977 que va tenir lloc al Museu Nacional d'Art de Catalunya, comissariada per Valentín Roma i Juan José Lahuerta.

## Obra
Els seus retrats es poden considerar d'una qualitat extraordinària, tant en els aspectes tècnics com expressius. Fer una fotografia de retrat el defineix Rivas com una mena de dialèctica o combat entre el fotògraf i el model.
Una lluita que Richard Avedon solia muntar en els seus retrats mitjançant l'ús de sessions fotogràfiques molt llargues fins a aconseguir els aspectes que buscava del retratat. D'altra banda, seguint els passos de la Photo-Secession, Rivas reconeix el mitjà fotogràfic com un art en si mateix dotat d'una especial qualitat de realisme.
Els retrats de Rivas no són escenificacions sinó un intent d'obtenir qualitats interiors. En aquest sentit destaca el seu interès documentalista, llegat en certa manera de la seva admiració pel treball de Cartier-Bresson i Sander. D'aquesta manera sembla més interessat a aconseguir el retrat en el seu ambient natural, en el context vital del retratat.
Els paisatges són una altra faceta destacada del treball de Rivas. Les seves imatges es caracteritzen per tractar-se normalment d'espais sense presència humana. La principal característica és la llum natural que li dona unes textures especials. Alguns assenyalen que els seus paisatges són en realitat retrats d'edificis i objectes inanimats.
El seu llegat fotogràfic consta de 22.000 negatius, més de 2000 còpies d'època i un gran nombre de documents personals entre els quals hi ha un intercanvi de cartes amb diferents fotògrafs, artistes, escriptors, directors de museus i teòrics de la fotografia de diverses parts del món.
L'any 2022 es va publicar a Madrid la seva biografia completa Humberto Rivas: Buenos Aires/Barcelona. O la renovación de la fotografía española (1970-2000).

## Premis i reconeixements
El seu treball ha estat reconegut amb diversos premis, entre ells: 
- 1996 - Premi de les Arts Plàstiques Ciutat de Barcelona
- 1997 - Premi Nacional de Fotografia
- 2009 - Medalla d'Or al Mèrit Artístic[6]

## Exposicions individuals
Algunes de les seves exposicions individuals més significatives han estat:
- 1991 - Sala Arcs, Barcelona
- 1992 - Galerij Perspektief, Rotterdam
- 1994 - Galeria Antonio de Barnola, Barcelona
- 1996 - Escola de Belles Arts d'Osca
- 1996 - IVAM, València
- 1998 - Galeria Malborough, Madrid
- 1999 - Centre Gallec d'Art Contemporani, Santiago de Compostel·la.
- 2006 - Humberto Rivas. Huellas Museu d'Art Jaume Morera (Lleida)[7]
- 2012 - Humberto Rivas, fotògraf. Compromís creatiu[8]

## Exposicions col·lectives[calcitació]
Entre les col·lectives destaquen:
- 1985 - La ciutat fantasma, a la Fundació Joan Miró
- 1990 - To be and not to be, al Centre d'Art Santa Mònica
- 1991 - Cuatro direcciones: fotografia contemporània espanyola , al Museu Nacional Centre d'Art Reina Sofia
- 1992 - Musa Museum, al Palau de la Virreina de Barcelona
- 1994 - Barcelona a vol d'artista , al Centre de Cultura Contemporània de Barcelona

### Presència a col·leccions
La seva obra es troba en diverses col·leccions com:
- Fundació Cultural Televisa, Mèxic.
- Museu d'Art Contemporani, Mar del Plata.
- Museu d'Art Modern, Buenos Aires.
- Los Angeles County Museum of Art, Los Angeles.
- Biblioteca Nacional, París.
- La Maison de la Photographie, París.
- Fons d'Art de la Fundació de La Caixa, Barcelona.
- Centre de Cultura Contemporània, Barcelona.
- The Museum of Contemporary Photography, Chicago.
- Museu Nacional de Belles Arts, Buenos Aires.
- IVAM, València.
- Casa de Cultura, Alcobendas.
- Canal d'Isabel II, Madrid.
- Caja de Burgos, Burgos.
- Museu Nacional d'Art de Catalunya, Barcelona